# Генеральный совет Массачусетса
Генера́льный сове́т Массачу́сетса (англ. General Court of Massachusetts) — законодательное собрание (легислатура) штата Массачусетс. Когда Массачусетс был колонией, этот орган также действовал как апелляционный суд, название, в дословном переводе «Высший суд», было оставлено с тех пор. Совет состоит из двух палат: Сената, в который входят 40 сенаторов и Палаты представителей, в которую входят 160 представителей. Заседания проходят в Капитолии штата Массачусетс.
Сенаторы и представители избираются на два года и не имеют ограничений на количество сроков службы.

## Нынешний состав
Массачусетс является одним из самых либеральных штатов в США, и в Генеральном совете, соответственно, доминирует Демократическая партия.

### Палата представителей[англ.]
Из 160 представителей — 125 Демократы и 35 Республиканцы, что даёт Демократам абсолютное большинство и возможность обойти вето губернатора.

### Сенат[англ.]
Из 40 сенаторов — 34 демократа и 6 республиканцев.

## Функции
Основная функция Генерального совета — принятие законопроектов, которые могут быть внесены в любую из палат, но должны пройти через обе.
Законодательство начинается с клерка Палаты представителей или Сената. Он направляет законопроекты и петиции в профильные комитеты (например: Комитет образования, здравоохранения, бюджетный комитет). Каждый комитет состоит из 6 сенаторов и 11 представителей. Комитеты назначают публичные слушания по каждому законопроекту, что позволяет гражданам, законодателям и лоббистам выразить своё мнение по поводу данных законопроектов. Потом законодатели встречаются и решают, порекомендовать закон Сенату или Палате Представителей, или нет. Эти собрания все ещё открыты для публики, но она выступает только как зритель. Далее законопроект может быть принят или отклонен первой палатой, потом (если принят) второй палатой. Если вторая палата приняла поправки к законопроекту принятому в первой палате, законопроект возвращается в первую палату для повторного принятия версии с поправками. Далее закон отправляется на «стол губернатору» и он может его подписать (если законопроект остаётся без подписи 10 дней он автоматически становится законом) или наложить вето, которое Совет, в свою очередь может снять 2/3 голосов своих членов. После подписания законопроекта губернатором или обхода губернаторского вето Генеральным советом закон вступает в силу через 19 дней.